# Fahrmotor
Als Fahrmotoren, auch Traktionsmotoren oder Triebmotoren, werden die Motoren bezeichnet, mit denen ein oder mehrere Radsätze eines Triebfahrzeugs angetrieben werden. Bei Triebfahrzeugen mit elektrischem Antrieb oder elektrischer Kraftübertragung werden Elektromotoren als Fahrmotoren eingesetzt. Über lange Zeit wurden mehrheitlich Einphasen-Reihenschlussmotoren, sogenannte Bahnmotoren, eingesetzt. Seit der Etablierung elektronischer Frequenzumrichter im ausgehenden 20. Jahrhundert kommen unabhängig von der Ausgestaltung des Bahnstromsystems als Fahrmotoren überwiegend Drehstrom-Asynchronmaschinen zum Einsatz. Unter Fahrmotoren werden teilweise aber auch andere Antriebsmaschinen, wie beispielsweise Dieselmotoren, verstanden.
Eng mit der Bauart des Fahrmotors verbunden ist die mechanische Kraftübertragung auf die zugehörigen Radsätze, der sogenannte Antrieb.

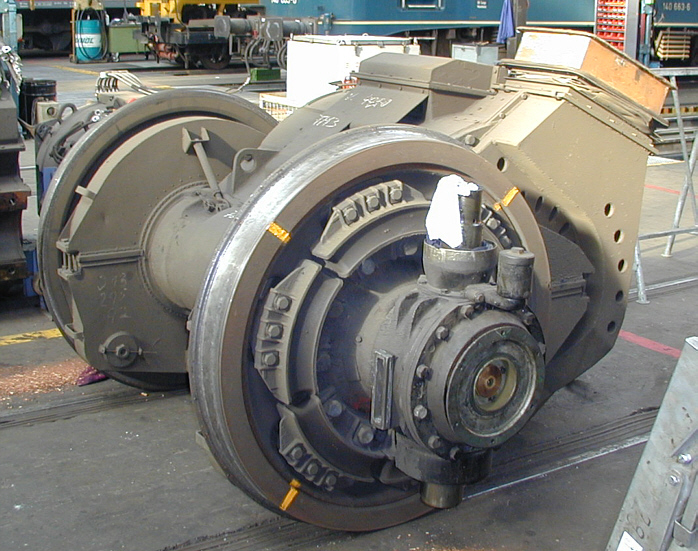
Treibradsatz mit Fahrmotor der DB-Baureihe E 40. Der Einphasen-Reihenschlussmotor ist als Schwebemotor ausgeführt.

## Geschichte

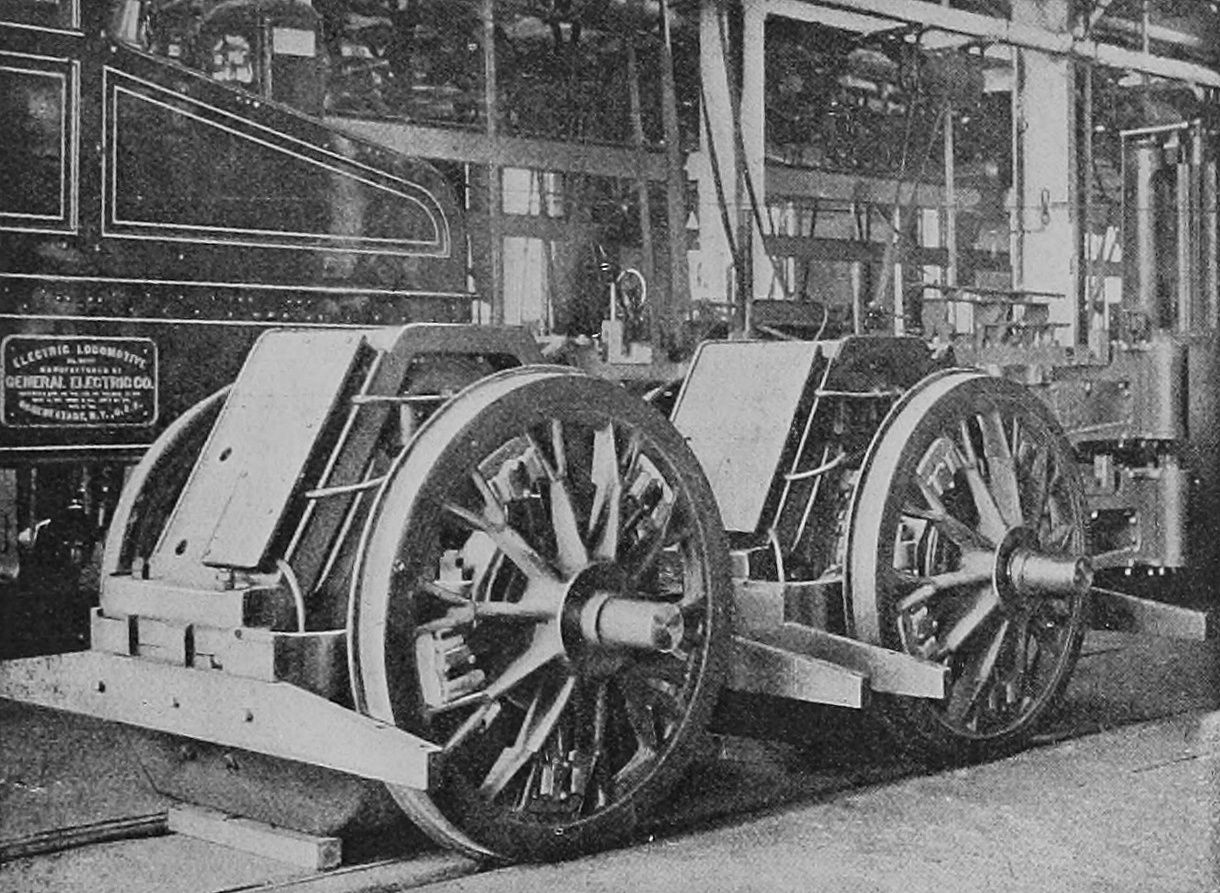
Direktantrieb der ersten elektrischen Lokomotive der Baltimore and Ohio Railroad aus dem Jahre 1896, die im Stadttunnel von Baltimore im Einsatz war. Die Gleichstrommotoren für 675 V sind als Achsmotoren ausgeführt.

### Elektrisch
In den Anfängen der elektrischen Eisenbahnen war die Bauart des Fahrmotors direkt mit dem verwendeten Bahnstromsystem verbunden, das auch die Leistungssteuerung vorgab.
Gleichstrommotoren
Die ersten elektrischen Bahnen verwendeten Gleichstrommotoren, die sich für S-Bahnen und Straßenbahnen hervorragend eigneten, für Fernbahnen aber eher ungeeignet waren, weil die Verluste in der Fahrleitung durch die hohen Stromstärken und mit zunehmenden Distanzen zwischen Einspeisung und Fahrzeug stark anstiegen.
Einphasen-Wechselstrommotoren
Für Fernbahnen eignet sich hochgespannter Wechselstrom besser, weil die Stromstärke und damit die Verluste in der Fahrleitung geringer werden, dafür müssen die Fahrzeuge zusätzlich mit einem schweren Transformator ausgerüstet werden und es waren aufwändigere schwere Wechselstrommotoren nötig.
Am häufigsten wurde Wechselstrom mit einer Frequenz von 16 2⁄3 Hz oder einer anderen tiefen Frequenz verwendet, sodass Einphasen-Reihenschlussmotoren verwendet werden konnten. Deren Aufbau ist ähnlich zu Gleichstrom-Reihenschlussmotoren, sie haben aber eine kleinere Leistungsdichte und müssen konstruktiv sehr sorgfältiger ausgebildet werden. Die Leistungssteuerung erfolgte über einen Stufenschalter, der die Klemmenspannung am Fahrmotor änderte. Bei besonders sorgfältiger Ausbildung, konnten diese Motoren auch für 50 Hz-Speisung gebaut werden, wie z. B. bei der SNCF BB 13000 angewandt.

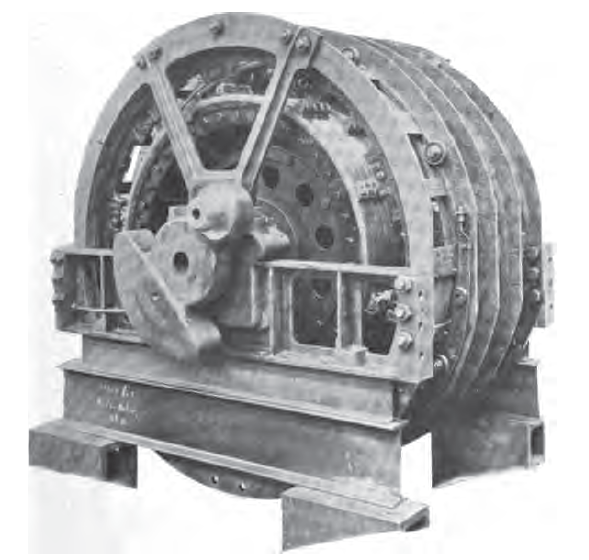
10-poliger Déri-Repulsionsmotor der Elektrolokomotive Midi E 3301 von 1912

Einige Triebfahrzeuge wurden auch mit Repulsionsmotoren ausgerüstet, die sich aber nicht für hohe Geschwindigkeiten eigneten. Sie hatten aber den Vorteil, dass die Leistungsregelung direkt am Motor geregelt werden, indem die Bürsten auf dem Kollektor verschoben wurden. Diese Motoren konnten aufgrund ihrer Größe nur im Lokkasten untergebracht werden. Beispiel: RhB Ge 2/4
Drehstrommotoren
Eine andere Variante war die Verwendung von Drehstrom-Asynchronmotoren. Der Aufbau dieser Motoren war einfacher, weil sie keine Kollektoren hatten, und eine Nutzbremse konnte leicht realisiert werden, weshalb diese Motoren oft bei Bergbahnen Verwendung fanden. Dagegen war die Regelung schwierig und die Leistung konnte oft nur in groben Schritten geregelt werden. Außerdem musste für die Versorgung mit Dreiphasenwechselstroms eine zweipolige Fahrleitung gebaut werden, die Fahrschiene wurde für die Zuführung der dritten Phase genutzt. Die Fahrmotoren waren meist als Schleifringläufer ausgeführte Dahlandermotoren verwendet.
50-Hz-Elektrifizierung
Schon früh wurde versucht, den Wechselstrom aus dem Landesnetz für die Eisenbahn zu nutzen, der in Europa eine Frequenz von 50 Hz hat. Für diese Frequenz konnten jedoch nur sehr komplizierte und wartungsintensive Einphasen-Wechselstrommotoren mit geringer Leistung gebaut werden, weshalb der Strom in der Regel auf der Lokomotive umgewandelt wurde, bevor er den Fahrmotoren zugeführt wurde. Zu Beginn wurden dafür rotierende Umformer verwendet, die mit den einfachen Gleichstrommotoren oder Drehstrom-Asynchronmotoren mit Kurzschlussläufer kombiniert wurden. Versuche in dieser Technik wurden in der Schweiz, in Deutschland, in Frankreich und in Nordamerika gemacht.
Wellenstrom-Motoren
Nach dem Zweiten Weltkrieg war die Leistungselektronik so weit fortgeschritten, dass statische Gleichrichter gebaut werden konnten, die wesentlich leichter und einfacher waren als die schweren rotierenden Umformer. Später kamen in der Form von Thyristor-Anschnittsteuerung bei Wechselstrombahnen oder Chopper-Steuerung bei Gleichstrombahnen stufenlose Leistungssteuerungen auf den Markt. Der Strom aus diesen Einrichtungen war ein Gleichstrom, dessen Spannung aber stark schwankte. Er konnte nur von Wellenstrom- oder Mischstrom-Motoren verarbeitet werden. Diese Motoren hatten den grundsätzlichen Aufbau eines Gleichstrommotors, die Leistungsdichte war aber geringer und die konstruktive Ausbildung näherte sich derjenigen eines Einphasen-Wechselstrommotors.
Stromrichtertechnik

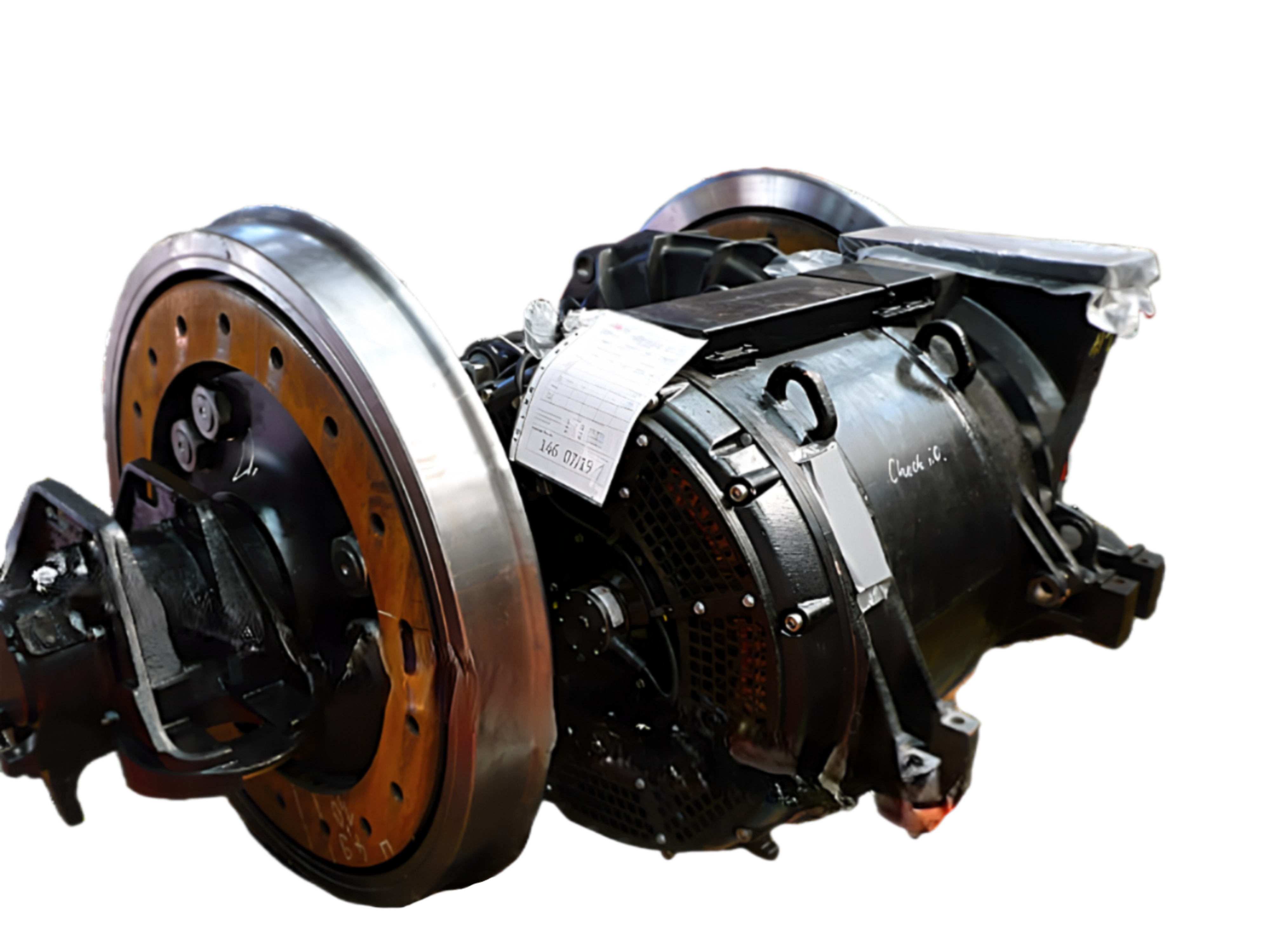
Hohlwellenantrieb mit stromrichtergespeisten Drehstrom-Asynchronmotoren mit Kurzschlussläufer einer Traxx-Lokomotive der DB

Die Entwicklung der Leistungselektronik zusammen mit der Rechnersteuerungen erlaubte ab den 1990er-Jahren den Einsatz von stromrichtergespeisten Drehstrom-Asynchronmotoren mit Kurzschlussläufer unabhängig vom verwendeten Bahnstromsystem. Die sehr einfachen und robusten Fahrmotoren verdrängten alle anderen oben genannten Motorbauarten. Seit ungefähr 2010 werden auch bürstenlose Motoren mit Dauermagneten als Fahrmotoren verwendet.

### Mechanisch
Während die Gleichstrommotoren von Beginn an die Möglichkeit boten, Fahrmotoren zu bauen, die direkt im Untergestell bei den anzutreibenden Radsätzen untergebracht werden konnten, waren die meisten mit Wechselstrom betriebenen Fahrmotoren so groß, dass sie zwingend im Lokkasten untergebracht werden mussten und der Antrieb ähnlich wie bei Dampflokomotiven über Treib- und Kuppelstangen erfolgen musste. Erst die fortschreitende Verfeinerung der Konstruktion erlaubte den Bau von Wechselstrommotoren, die so klein waren, dass sie sich ebenfalls in der Nähe der anzutreibenden Radsätze unterbringen ließen. Bei Einphasen-Reihenschlussmotoren großer Leistung waren aufgrund der hohen Maße meist nur vollabgefederte Antriebe möglich, erst mit der Entwicklung kleiner leichten Drehstrom-Asynchronmotoren mit einer hohen Leistungsdichte, war es möglich, auch für schnellfahrende Lokomotiven Taztlagerantriebe zu verwenden, bei welchen ein Teil der Fahrmotormasse ohne Federung vom Radsatz getragen wird.

## Stromarten

### Gleichstrommotor

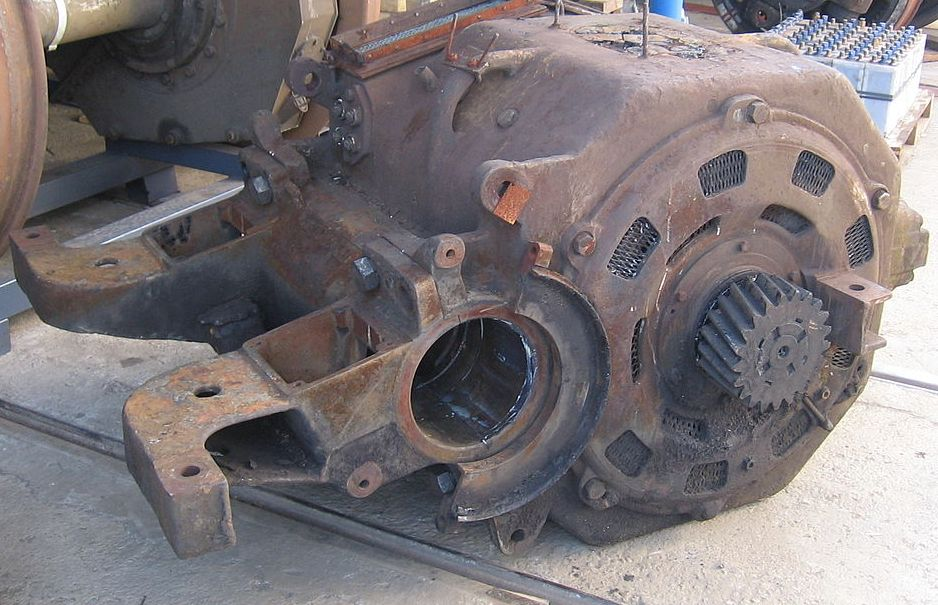
Gleichstrom-Fahrmotor der ČSD-Baureihe E 669.1 als Tatzlagermotor ausgeführt. Die maximale Klemmenspannung beträgt 1500 V.

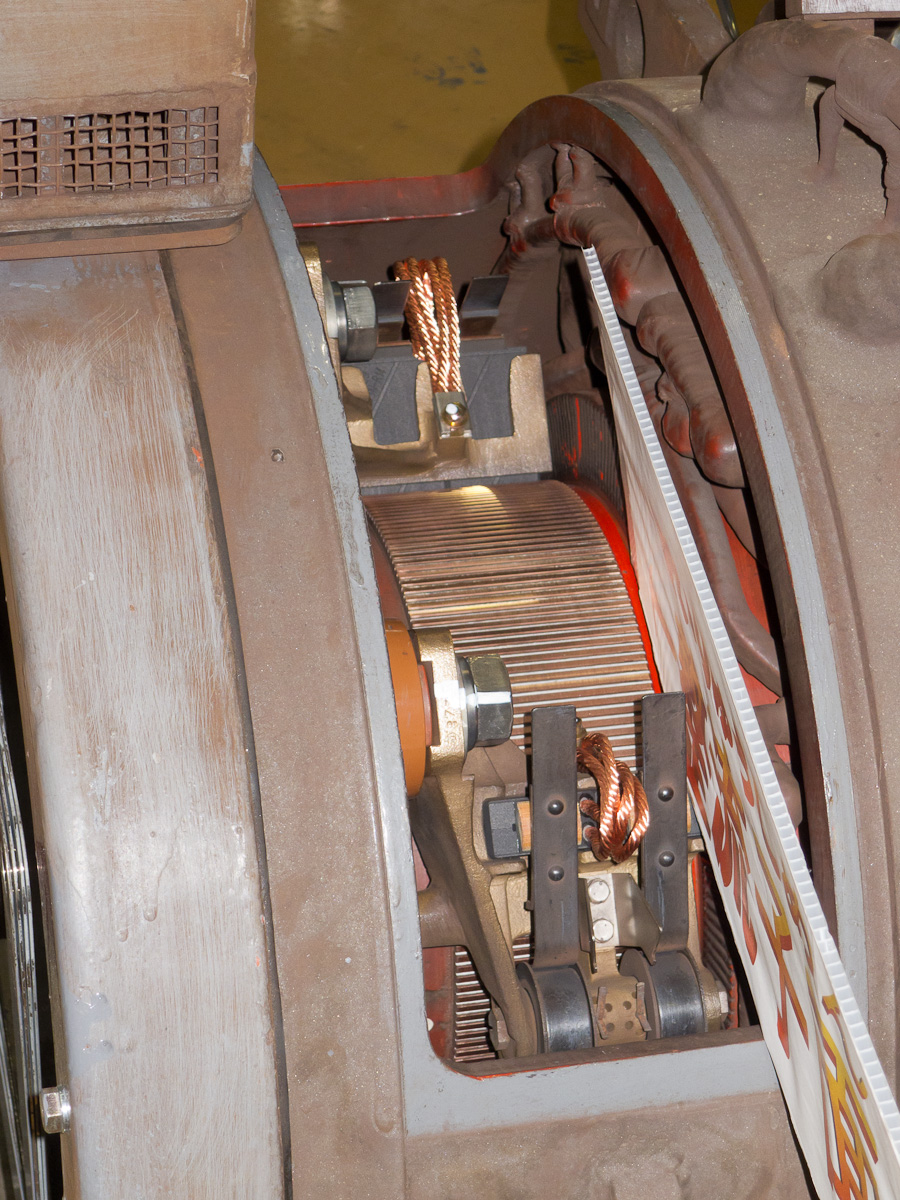
Kommutator eines Gleichstromfahrmotors für 750 V Klemmenspannung, der im Seibu Tetsudō, einer S-Bahn in Tokio, eingesetzt wird.

Der Gleichstrom-Reihenschlussmotor hat ein hohes Anlauf-Drehmoment und ist damit hervorragend für den Antrieb von Fahrzeugen geeignet. Die vergleichsweise niedrigen nötigen Rad-Drehzahlen begünstigen zudem den Einsatz bei Kommutierungsproblemen, die bei höheren Drehzahlen verstärkt auftreten. Die Klemmenspannung des Fahrmotors entspricht meist der dem Fahrzeug zugeführten Spannung, weshalb auch von Direkteinspeisung oder Direktmotorantrieb gesprochen wird, weil die Fahrleitungsspannung ohne Wandlung direkt dem Motor zugeführt wird. Der Begriff ist nicht mit demjenigen des Direktantriebes zu verwechseln, der für Antriebe ohne Getriebe verwendet wird.
Die Regulierung der Spannung und somit der Leistung des Fahrmotors erfolgte durch das Vorschalten von Anfahrwiderständen, die mit steigender Fahrgeschwindigkeit kurzgeschlossen werden. Die Motoren lassen sich in verschiedenen Gruppen schalten. Die Anfahrt erfolgt in einer Reihenschaltung aller Fahrmotoren, mit steigender Geschwindigkeit werden Fahrmotorgruppen parallel geschaltet, bis bei der höchsten Fahrstufe alle Fahrmotoren parallelgeschaltet mit der dem Fahrzeug zugeführten Spannung betrieben werden. Weitere Fahrstufen sind durch Feldschwächung möglich. Obwohl die Zugkraft des Triebfahrzeuges bei entsprechender Abstufung der Ansteuerung sehr fein geregelt werden kann, haben die Fahrzeuge nur sehr wenige wirtschaftliche Fahrstufen, bei welchen keine Energie in den Anfahrwiderständen in Wärme umgewandelt wird.
Gleichstrommotoren wurden meist für Straßenbahnen, S-Bahnen und U-Bahnen gewählt. Diese Systeme können bei der begrenzten Streckenlänge gut mit wenigen hundert Volt Spannung betrieben werden, so dass auch eine Energiezuführung über Stromschiene möglich ist. Für Fernbahnen wurde zur Vermeidung von Übertragungsverlusten durch hohe Stromstärken eine möglichst hohe Fahrleitungsspannung gewählt, die aber für den Motorenbau ungünstig ist. Die maximale mögliche Klemmenspannung an einem Vollbahnmotor beträgt etwa 1500 V. Bei dieser Spannung ergibt sich ein Kommutator mit einem vernünftigen Durchmesser, der in einem Motor Platz findet, der noch in das Fahrzeug eingebaut werden kann. Aus diesem Grund setzten sich für den Fernverkehr nur die Oberleitungsspannungen 1,5 kV und 3 kV durch. Bei 3 kV sind jeweils zwei 1500-V-Motoren in Serie geschaltet, um die Spannung je Motor zu halbieren. Dennoch zeigte sich die Gleichstrom-Übertragung über große Entfernungen als wirtschaftlich aufwendig.

### Wechselstrommotor
Ebenso wie der Gleichstrom-Reihenschlussmotor hat der Einphasenwechselstrom-Reihenschlussmotor ein hohes Anzugsmoment. Die Anwendung des für Bahnbetriebe speziell entwickelten Wechselstrommotors lässt es zu, den finanziellen Aufwand für die Stromübertragung durch Überleitung von hohen Spannungen zu vermindern. Dies jedoch unter der Bedingung, dass auf dem Triebfahrzeug (im Unterschied zum Gleichstrom-Direktantrieb) ein entsprechend großer Transformator und Stufenschalter mitgeführt wurden, um die letztlich 15 kV bis 25 kV betragenden Spannungen auf motorverträgliche Größen herunterzuspannen.
Als problematisch zeigte sich zunächst, die verbreitete Industriefrequenz von 50 Hz zu verwenden. Bei den großen Motoren wurden durch diese Frequenz in den jeweils momentan in der „neutralen Zone“ befindlichen Wicklungsspulen unerwünscht hohe Induktionsspannungen erzeugt, die zu starker Funkenbildung und Verschleiß an den Kommutatoren und Bürsten führten. Versuche zeigten, dass sich das Problem bei niedrigen Frequenzen besser beherrschen ließ. Dies führte um 1912 zu einer Einigung der deutschsprachigen Länder auf eine Wechselstrom-Fahrleitungsspannung von 15 kV bei einer Frequenz von einem Drittel des 50-Hz-Maßes, also von 16 2/3 Hz. Später übernahmen auch andere Länder wie Schweden und Norwegen dieses durchaus erfolgreiche Betriebssystem. Dennoch konnten sich daneben auch weltweit Systeme mit höheren Spannungen und Frequenzen verbreiten, so vor allem das 25-kV-50-Hz-System.
Ungefähr seit dem Jahr 1990 verlieren die Einphasenwechselstrommotoren als Fahrmotoren an Bedeutung, da seitdem durch die Verfügbarkeit bahnfester elektronischer Stromrichter und Steuerungstechnik die betrieblich günstigeren Drehstrommotoren zum Einsatz kommen können.

### Drehstrommotor
Der Drehstrom-Asynchronmotor bietet durch seinen sehr einfachen Aufbau, bei dem vor allem eine Stromübertragung auf den rotierenden Anker entfällt, einige Vorteile. Deshalb wurden die ersten Wechselstrom-Bahnantriebe um 1900 mit Drehstrommotoren durchgeführt. Nachteilig waren hierbei zwei wesentliche Punkte: Zum einen lässt sich der Drehstrommotor nur mit bestimmten Drehzahlen betreiben, die durch die Frequenz des Drehstroms und die Polzahl der Motorwicklung bestimmt werden. Umschaltbare Motoren lassen lediglich eine grobe Geschwindigkeitssteuerung in maximal sechs Stufen zu. Der andere Punkt war historisch die aufwendige Fahrleitung, die entweder dreipolig oder zweipolig (bei Hinzunahme der Schienen als drittem Pol) ausgeführt werden musste. Technisch und betrieblich ist dabei vor allem die Leitungsführung über Weichen und Kreuzungen kompliziert.
Dennoch wurde das Drehstromsystem beispielsweise bei der Italienischen Staatsbahn von 1904 bis 1976 in großem Umfang verwendet.
Während des Ersten Weltkrieges entwickelte der ungarische Ingenieur Kálmán Kandó, der auch die ersten Drehstrom-Lokomotiven für Italien entworfen hatte, ein System zur Umformung aus dem landesweiten 50-Hz-System in Drehstrom mithilfe eines rotierenden Phasenumformers direkt auf den Lokomotiven. Nach ausführlichen Experimenten wurde von 1932 bis 1935 die Strecke von Budapest nach Hegyeshalom mit 15 kV und einer Frequenz von 50 Hz elektrifiziert.
Ähnliche Lokomotiven wurden in Deutschland und Frankreich gebaut. Die für den Versuchsbetrieb auf der Höllentalbahn gebaute E 244 31 blieb ein Einzelstück, aber die französische CC 14000, die einen rotierenden Frequenzumformer hatte, wurde in 20 Exemplaren gebaut und blieb bis 1981 in Betrieb. Die mechanischen Bestandteile erwiesen sich allerdings als zu schwer und die Steuerung zu kompliziert im Vergleich mit anderen Systemen, besonders gegenüber den in den 1950er-Jahren entwickelten Gleichrichter-Lokomotiven.
Seit den 1990er-Jahren kann jedoch mit modernen Stromrichtern und Steuerungstechnik auf dem Triebfahrzeug selbst Drehstrom zum Motorantrieb mit beliebiger Frequenz aus dem Gleich- oder Einphasenwechselstrom der Fahrleitung generiert werden. Das ermöglicht die Anwendung von einfachen, robusten und leistungsfähigen Drehstrommotoren mit stufenloser Drehzahlregelung.

## Mechanischer Aufbau

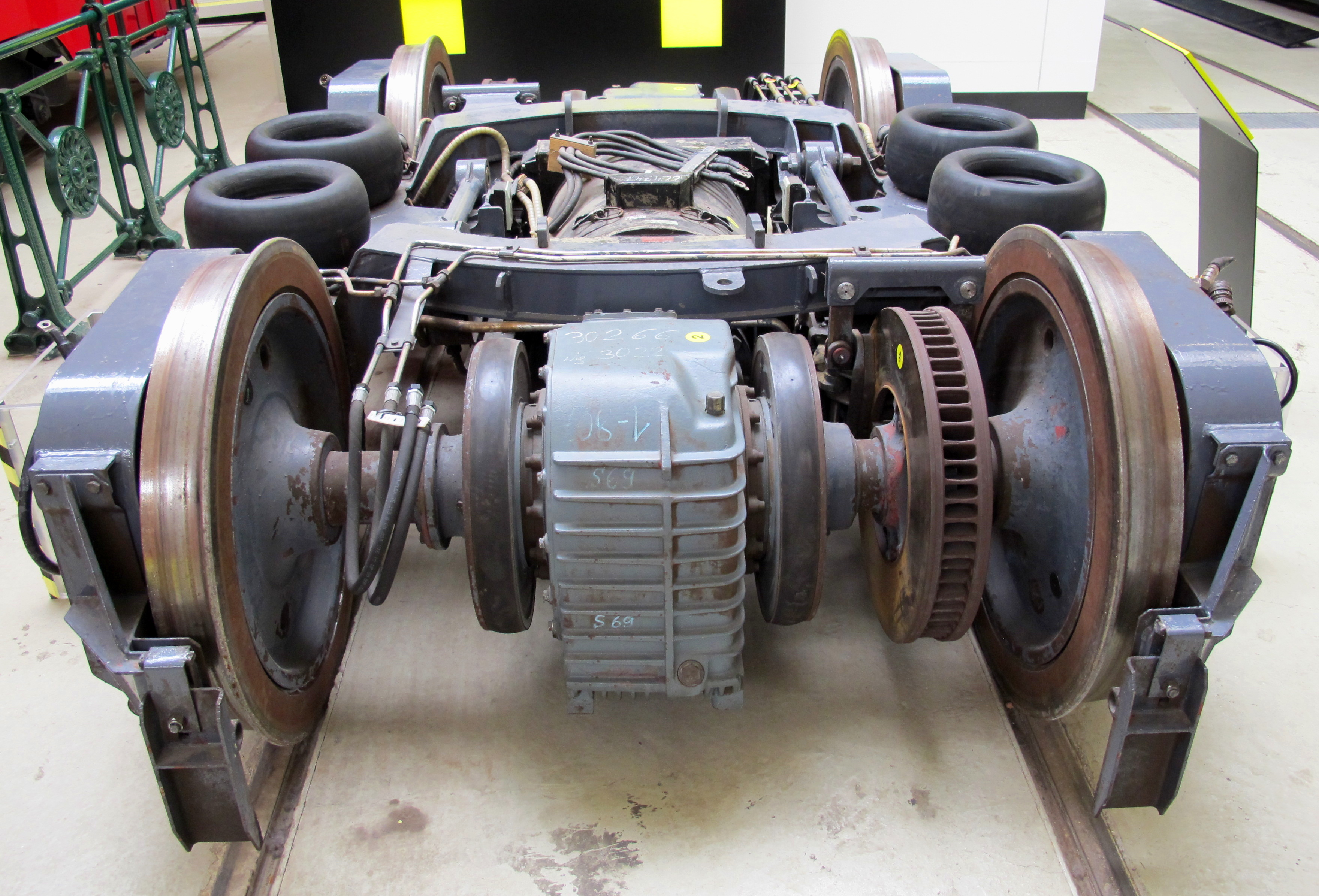
Treibradsatz mit zentrisch angeordnetem Schwebemotor in Längsrichtung bei der Wiener U-Bahn. Der Motor ist mit zwei Getrieben mit den beiden Radachsen verbunden

### Einbauarten
Je nach Einbauart werden folgende Fahrmotoren unterschieden:
- Achsmotor – Der Läufer ist auf der Radsatzwelle angeordnet, der Stator ist entweder ebenfalls auf der Radsatzwelle angeordnet oder aber im gefederten Fahrzeugrahmen untergebracht, was einzig eine zweipolige Ausführung des Fahrmotors erlaubt. Da kein Getriebe zwischen Fahrmotor und Radsatz angeordnet ist, handelt es sich um einen Direktantrieb.
- Gestellmotor – Fahrmotor ist vollständig im gefederten Fahrzeugrahmen untergebracht und überträgt die Kraft mit Stangen, Hohlwellen oder Kardanwellen auf den Radsatz / die Radsätze.
- Tatzlagermotor – Fahrmotor stützt sich teils auf den Radsatz ab, teils im gefederten Fahrgestell. Aufgrund der teilweise fehlenden Federung zwischen Fahrmotor und Radsatz führt dies zu hohen Rad/Schiene-Kräften. Zur Verringerung dieser Kräfte entwickelte man den Schwebemotor, welcher sich teilweise auf eine die Radsatzwelle umfassende Hohlwelle abstützt, die mit dieser elastisch verbunden ist.[4][5]

### Einbaulage
Die Fahrmotoren können auch nach der Einbaulage im Fahrzeug im Verhältnis zur Fahrtrichtung unterschieden werden:
- Quermotor – die häufigste Anordnung in Lokomotiven und Triebwagen
- Längsmotor – bei Straßenbahntriebwagen und Hochgeschwindigkeitszügen, sowie Schmalspurfahrzeugen
- Vertikalmotor – bei einigen Lokomotiven angewendet, z. B. BBÖ 1670 oder Ultra Low Floor (ULF)

### Kühlung
Die beim Betrieb des Fahrmotors entstehende Verlustwärme muss abgeführt werden. Dies erfolgt entweder mit direkt auf der Motorwelle aufgesteckten Lüfterrädern (eigenbelüftet) oder mit speziellen Fahrmotorlüftern, die außerhalb des Fahrmotors angeordnet sind und einen eigenen Antrieb haben. Eigenbelüftete Motoren kommen in leichten Triebwagen zum Einsatz, fremdbelüftete Motoren werden in Lokomotiven und anderen Fahrzeugen mit hohen Antriebsleistungen eingesetzt.

### Besondere Bauformen
Früher wurden auch Fahrmotoren verwendet, bei denen zwei Elektromotoren im selben Gehäuse untergebracht waren:
- Zwillingsmotor – die Wellen der beiden Rotoren liegen nebeneinander, wie zum Beispiel bei der SBB Ce 6/8 II
- Tandemmotor – die beiden Rotoren liegen auf einer gemeinsamen Welle, angewendet bei italienischen Gleichstromlokomotiven und für 50-Hz-Einphasenreihenschlussmotoren, im Besonderen auch bei Monomoteur-Drehgestellen, wie zum Beispiel bei der SNCF CC 6500

## Elektrische Bremse
Die meisten elektrischen Triebfahrzeuge verfügen über eine elektrische Bremse, wobei die Motoren als Generatoren betrieben werden. Die Antriebskraft des Generators stellt ähnlich wie bei einem Hybridauto eine Bremskraft für das Fahrzeug dar. Die dabei erzeugte elektrische Leistung kann entweder in Bremswiderständen in Wärme umgewandelt werden oder in die Oberleitung zurückgespeist werden. Dementsprechend wird die elektrische Bremse auch Widerstandsbremse oder bei Netzrückspeisung als Nutzbremse oder Rekuperationsbremse bezeichnet. Moderne Triebfahrzeuge verfügen meist über eine Nutzbremse, können aber zusätzlich mit Bremswiderständen ausgerüstet sein, die auch eine elektrische Bremsung erlauben, wenn keine Energie ins Oberleitungsnetz zurückfließen kann.